# Федосеев, Олег Георгиевич
Олег Георгиевич Федосеев (4 июня 1936, Москва — 14 июня 2001) — советский легкоатлет, серебряный призёр олимпийских игр 1964 в тройном прыжке, экс-рекордсмен мира в этой дисциплине. Мастер спорта СССР (1956).

## Биография
Выступал за СДСО «Буревестник» (Москва), с 1962 года — за ЦСКА. Тренеры — В. Б. Попов, С. И. Кузнецов. В 1955—1966 выступал за сборную СССР.
Был чемпионом СССР в прыжках в длину в 1956 и 1958 годах, но финишировал только восьмым на Олимпийских играх 1956 года (7,27 м) и чемпионате Европы 1958 года (7,29 м).
Затем Федосеев перешёл в тройной прыжок и в 1959 году завоевал титул чемпиона СССР и установил мировой рекорд в этом виде, показав результат 16,70 м. Позже он выиграл бронзовую медаль на чемпионате Европы 1962 года (16,24 м) и серебро на Олимпийских играх 1964 года (16,58 м).
Также выступал в спринте и в 1962 году стал чемпионом СССР в эстафете 4 × 100 м.

## Мировые рекорды
| Результат | Стадион | Дата       |
| --------- | ------- | ---------- |
| 16,70     | Нальчик | 03.05.1959 |

| Результат | Стадион   | Дата       |
| --------- | --------- | ---------- |
| 15,80     | Ленинград | 03.02.1959 |
| 15,83     | Москва    | 22.03.1959 |
| 15,98     | Москва    | 22.03.1959 |
| 16,15     | Ленинград | 04.02.1962 |
| 16,30     | Ленинград | 23.03.1962 |

## Лучшие результаты по годам
| Год  | Результат | Место в списке 25 лучших | Стадион | Дата       |
| ---- | --------- | ------------------------ | ------- | ---------- |
| 1956 | 7,76      | 7                        | Ташкент | 21.10.1956 |
| 1959 | 7,77      | 10                       | Москва  | 16.05.1959 |
| 1963 | 7,73      | 22                       | Москва  | 12.05.1963 |

| Год  | Результат | Место в списке 25 лучших | Стадион   | Дата       |
| ---- | --------- | ------------------------ | --------- | ---------- |
| 1955 | 15,69     | 7                        | Тбилиси   | 17.11.1955 |
| 1957 | 15,73     | 15                       | Москва    | 12.05.1957 |
| 1958 | 15,82     | 15                       | Москва    | 27.08.1958 |
| 1959 | 16,70     | 1                        | Нальчик   | 03.05.1959 |
| 1961 | 16,13     | 12                       | Тбилиси   | 06.10.1961 |
| 1962 | 16,48     | 5                        | Москва    | 01.07.1962 |
| 1963 | 16,34     | 6                        | Москва    | 02.07.1963 |
| 1964 | 16,58     | 3                        | Токио     | 16.10.1964 |
| 1966 | 16,34     | 11                       | Ленинакан | 03.10.1966 |